# Hugo Gijsels
Hugo Gijsels (Hoboken, 6 juni 1950 – Redu, 27 december 2004) was een Belgisch onderzoeksjournalist.

## Levensloop
Hugo Gijsels, afkomstig uit Hoboken in de stad Antwerpen, werkte voor verschillende Vlaamse dag- en weekbladen zoals Humo, Knack en De Morgen. Hij publiceerde vanaf de late jaren 1970 tal van artikelen en boeken, vooral over rechts en extreemrechts in de samenleving. Gijsels publiceerde over de zaak-Notaris X, het Vlaams Blok, de Bende van Nijvel (De bende en co), het Gladio-netwerk en oud-premier Paul Vanden Boeynants (Het leugenpaleis van VDB), aan wie hij een schadevergoeding wegens laster en smaad moest betalen.
In de jaren 1980 lanceerde hij een onderzoekscollectief annex magazine onder de naam Halt (aan verrechtsing). Gijsels is ook de bedenker van de term "cordon sanitaire", de politieke schutkring rondom het Vlaams Blok en later Vlaams Belang na 24 november 1991. Later werkte hij mee aan de Franstalige magazines Celsius en RésistanceS. Tevens werkte hij de laatste jaren van zijn leven voor het Centrum voor Gelijkheid van Kansen en voor Racismebestrijding.
Gijsels overleed op 27 december 2004 in het Waalse boekendorp Redu waar hij de laatste jaren van zijn leven een boekenwinkel uitbaatte. In 2005 kreeg hij postuum de Prix Condorcet-Aron pour la démocratie uitgereikt door het Centre de Recherche et d'Etudes Politiques (CREP).

## Selectieve bibliografie
- De VlaamSSche Kronijken, EPO, 1987. (met Johan Anthierens)
- De Barbaren. Migranten en racisme in de Belgische politiek, EPO, 1988.
- Het Vlaams Blok 1938-1988. Het verdriet van Vlaanderen, EPO, 1988. (met Jos Vander Velpen)
- Het leugenpaleis van Van den Boeynants, Kritak, 1990.
- De bende en co. Twintig jaar destabilisering in België, Kritak, 1990.
- Netwerk Gladio, Kritak, 1991.
- Het Vlaams Blok, Kritak, 1992.
- Open je ogen vooraleer het Vlaams Blok ze sluit, Kritak, 1994.

- Bibliothèque nationale de France: cb12219169d (data)
- CiNii: DA0806519X
- Gemeinsame Normdatei: 172097363
- International Standard Name Identifier: 0000 0001 1780 2198
- Library of Congress Control Number: n80116566
- Nationale bibliotheek van Australië: 49784507
- Nationale Bibliotheek van Israël: 987007366749205171
- Nederlandse Thesaurus van Auteursnamen: 074742604
- Réseau des bibliothèques de Suisse occidentale: 02-A003295777
- Système universitaire de documentation: 03086075X
- Virtual International Authority File: 12359041
- WorldCat: E39PBJhhxcpmyWFJyCk4xkM9Dq